# Glyphidopeza fluviatlis
Glyphidopeza fluviatlis är en tvåvingeart som beskrevs av Sinclair 1997. Glyphidopeza fluviatlis ingår i släktet Glyphidopeza och familjen Brachystomatidae. Inga underarter finns listade i Catalogue of Life.